# انتقال (علم الحاسوب)

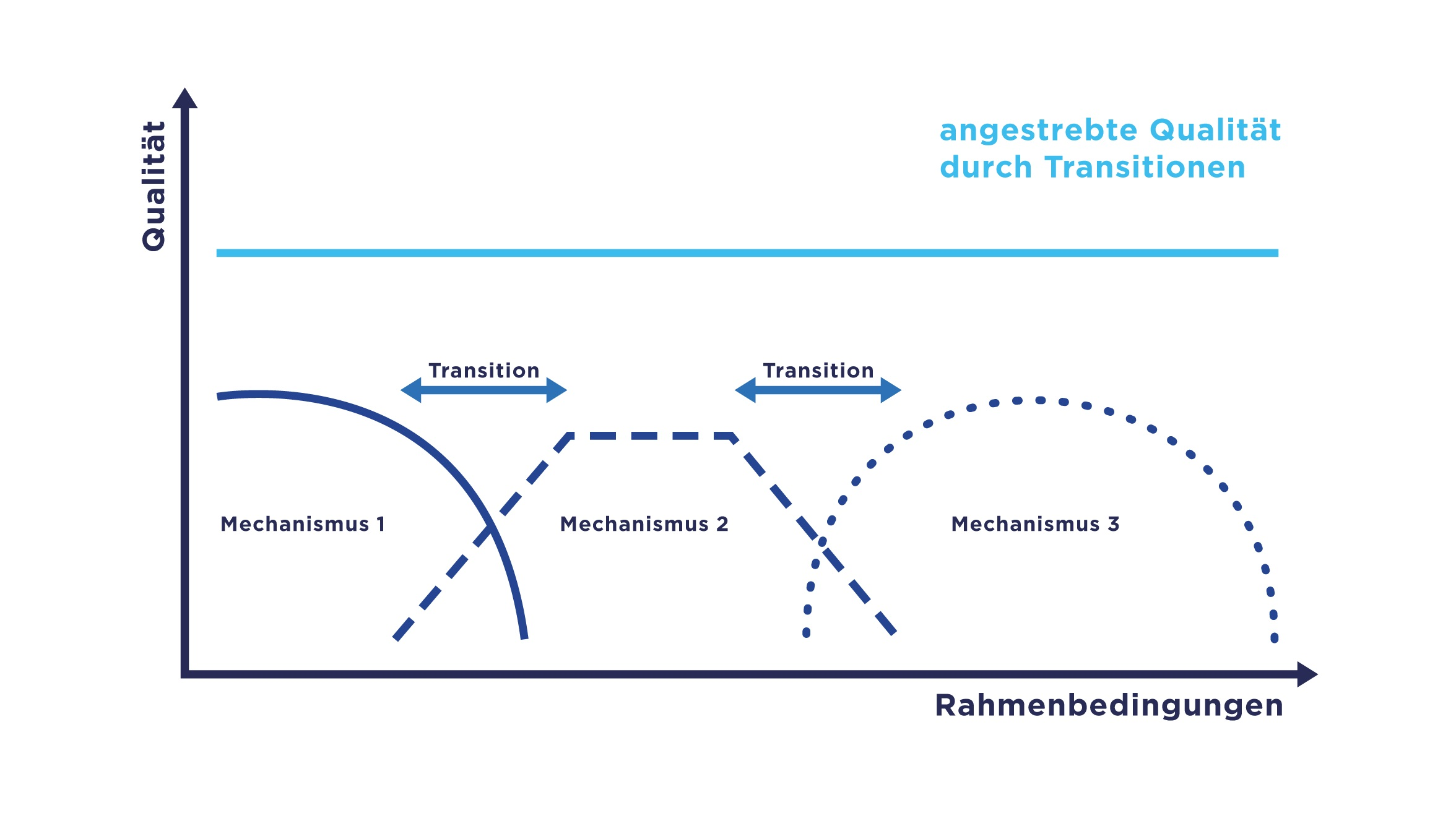

الانتقال هو أحد نماذج علم الحاسوب في سياق أنظمة الاتصال يصف تغير آليات هذا الاتصال، أو بعبارة أخرى وظائف نظام الاتصال، وبشكل أدق مكونات الخدمة والبروتوكول. في الانتقال، تُستبدل بآليات الاتصال داخل نظام ما آلياتٌ قابلة للمقارنة وظيفيًا بهدف ضمان أفضل جودة ممكنة، كما تتوضح في جودة الخدمة مثلًا.

## الفكرة والمبدأ الوظيفي
تمكّن الانتقالات أنظمة الاتصال من التكيف مع الظروف المتغيرة في أثناء وقت التنفيذ. على سبيل المثال، قد يكون هذا التغير في الظروف ازديادًا سريعًا في الحمل على خدمة معينة سببه تجمع عدد كبير من الناس الذين يحملون الأجهزة المحمولة مثلًا. يؤثر الانتقال غالبًا في آليات متعددة في طبقات اتصال مختلفة من بنية تأخذ شكل طبقات.
تُعد الآليات عناصر مفاهيمية في نظام اتصال شبكي، وهي متصلة بوحدات وظيفية محددة، مثلًا مكون خدمة أو بروتوكول. في بعض الحالات، قد تشتمل الآلية أيضًا على بروتوكول بكامله. على سبيل المثال في طبقة النقل، يمكن اعتبار التطور طويل الأمد (إل تي إي) آليةً. بعد هذا التعريف، هناك العديد من آليات الاتصال المتكافئة جزئيًا في وظائفها الأساسية، مثل الواي-فاي والبلوتوث وزيغبي الخاصة بالشبكات اللاسلكية المحلية، ونظام الاتصالات المتنقلة العام (يو إم تي إس) والتطور طويل الأمد الخاصين بالاتصالات اللاسلكية عريضة النطاق. على سبيل المثال، يملك كل من التطور طويل الأمد والواي فاي وظائفَ أساسية متكافئة، لكنهما مختلفان بشكل كبير تقنيًا من ناحيتي تصميمهما وعملهما. الآليات المتأثرة بالانتقال هي غالبًا مكونات البروتوكول والخدمة. على سبيل المثال، في حالة تدفق/إرسال فيديو عبر الإنترنت، يمكن استخدام ترميز بيانات فيديو مختلف اعتمادًا على معدل إرسال البيانات المتاح. يمكن ضبط هذه التغييرات وتنفيذها عن طريق الانتقالات؛ أحد الأمثلة البحثية على ذلك هو خدمة تكيف الفيديو حسب السياق لدعم تطبيقات فيديوهات الموبايل. من خلال تحليل العمليات الحالية في نظام اتصال ما، من الممكن تحديد الانتقالات التي يجب تنفيذها وفي أي طبقة اتصال من أجل تحقيق متطلبات الجودة. يمكن استخدام الأساليب المعمارية للتنظيم الذاتي والأنظمة التكيفية مثل دورة ماب (مراقبة- تحليل- تخطيط- تنفيذ) كي تتكيف نظم الاتصالات مع الشروط الهيكلية ذات الصلة. يمكن استخدام هذا المفهوم المركزي للحوسبة المستقلة ذاتيًا لتحديد حالة نظام الاتصال، ولتحليل البيانات ومراقبتها، وللتخطيط للانتقال/الانتقالات الضرورية وتنفيذها. الهدف المركزي هو ألا يشعر المستخدمون بالانتقال في أثناء تنفيذ التطبيقات وأن تُنفّذ وظائف الخدمات المُستخدمة بسرعة وسلاسة.

## الأبحاث الحديثة
الهدف الرئيسي لمركز الأبحاث التعاونية، الذي أسسته مؤسسة البحوث الألمانية (دي إف جي)، هو دراسة طرق ونماذج وتقنيات تصميم أساسية وجديدة تتيح الانتقالات الآلية والمنسقة والعابرة للطبقات بين الآليات المتشابهة وظيفيًا في نظام اتصال ما. يُركز مركز الأبحاث 1053 ماكي -التكيف متعدد الآليات للإنترنت المستقبلي- على أسئلة بحثية في المجالات الآتية: 1) البحوث الأساسية على طرق الانتقال، و2) تقنيات تكيف أنظمة الاتصال القادرة على الانتقال على أساس الجودة المُحققة والمستهدفة، و3) الانتقالات النوعية والنموذجية في أنظمة الاتصال كما تُرى من منظور تقني مختلف.
أُضفي طابع رسمي على مفهوم الانتقالات يوضح المميزات والعلاقات داخل نظام اتصال ما، وذلك للتعبير عن عملية صنع القرار المرتبطة بهذا النظام وتحسينها. تشتمل لبنات البناء ذات الصلة على 1) خطوط منتجات البرامج الديناميكية، و2) قرارات عملية ماركوف، و3) تصميم المنفعة. في حين أن خطوط منتجات البرامج الديناميكية توفر طريقة للحصول على فراغ تشكيلي كبير ولتحديد تغير زمن تنفيذ الأنظمة التكيفية، توفر عمليات قرار ماركوف طريقةً رياضية لتحديد الانتقالات بين آليات الاتصال المتوفرة والتخطيط لها. في النهاية، تقيس وظائف المنفعة أداء التشكيلات الفردية لنظم الاتصال المعتمدة على الانتقال وتوفر الوسائل لتحسين الأداء في هذه الأنظمة.
انتقلت تطبيقات فكرة الانتقالات إلى شبكات الاستشعار اللاسلكية، وشبكات الهاتف المحمول، والبرمجة التفاعلية الموزعة، وتعديل البرامج الثابتة للواي فاي، وتخطيط أنظمة الحوسبة المستقلة ذاتيًا، وتحليل شبكات توصيل المحتوى، والإضافات المرنة للمنظمة الدولية للمعايير لمكدس نموذج الاتصال المعياري، واتصالات المركبات من خلال شبكات الجيل الخامس بتقنية الأمواج المليمترية، وتحليل الأنظمة الموزعة المشابهة لنموذج الهيكلة والتجميع، وجدولة بروتوكول التحكم بالنقل (تي سي بي) متعدد الطرق، وتكيفية تدريب الأشعة في معيار 802.11 إيه دي، وتعيين موضع المشغل في بيئات المستخدم الديناميكية، وتحليل مشغلات الفيديو التي تعمل عن طريق تقنية داش (التدفق التكيفي الديناميكي عن طريق برتوكول إتش تي تي بي)، وتدفق معدل البت التكيفي، ومعالجة الأحداث المعقدة على أجهزة الموبايل.

## وصلات خارجية
- MAKI